# Franz Joseph von Albini

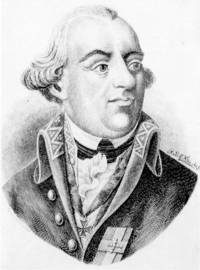
Porträt des kurmainzischen Staatsmannes und Generalfeldzeugmeisters Franz Joseph von Albini

Franz Joseph Martin Freiherr von Albini (* 1748 in Sankt Goar; † 8. Januar 1816 in Dieburg) war ein deutscher Politiker und Staatsmann.

## Leben und Werk
Erst sein Großvater, Franz Anton Albini, erhielt den Adelstitel. Sein Vater, Kasper Anton von Albini, wurde als böhmischer Kammergerichtsassessor 1788 Freiherr.
Franz Joseph Freiherr von Albini wurde 1748 in Sankt Goar geboren, wo sein Vater zu dieser Zeit hessischer Beamter (landgräflich hessischer Kanzlei-Derektor) war. Nach Studien in Pont-à-Mousson und Dillingen promovierte Franz Joseph in Würzburg. Er wurde im Reichshofrat in Wien ausgebildet und trat 1770 als Hof- und Regierungsrat in den Dienst des Hochstifts Würzburg.
1775 kam er, präsentiert vom Fränkischen Reichskreis, zum Reichskammergericht und arbeitete hier neben seinem Vater zwölf Jahre lang.  1787 wechselte er durch Ernennung des Mainzer Kurfürsten Friedrich Karl Joseph von Erthal als geheimer Reichsreferendar an den Kaiserhof nach Wien. Für Kaiser Joseph II. nahm er mehrere Missionen wahr. 1789 erlangte die Aufnahme in die fränkische Reichsritterschaft.
1790 erwarb Albini das Rittergut in Dürrenried. Im selben Jahr wurde er Kurfürstlich-Mainzer Hofkanzler und Minister. 1792 leitete er sämtliche Mainzer Ministerien und als Directorialwahlbotschafter die letzte deutsche Kaiserwahl. Während der dann einsetzenden Belagerung der Festung Mainz gehörte er zum Kriegsrat. Als im Ersten Koalitionskrieg französische Truppen 1796 große Teile des Kurmainzer Territoriums besetzten, war Albini maßgeblich daran beteiligt, den Widerstand zu organisieren. Er ermöglichte bzw. unterstützte die Aufstellung von Freikorps, darunter das Albinische Jägercorps und das Spessarter Jägercorps, in dem sich die Spessarter Förster zusammenfanden und dem sich später auch Studenten anschlossen.
Auf dem von 1797 bis 1799 tagenden Kongress in Rastatt führte er als Mainzer Gesandter dessen Direktorium.
Nachdem 1799 mit Friedrich Carl Willibald von Groschlag zu Dieburg der letzte männliche Nachkomme dieser Familie verstorben war, fiel das Dorf Messel als Mainzer Lehen an das Kurfürstentum zurück und wurde vom Kurfürsten an Franz Joseph von Albini vergeben. Den wollten die Messeler als Ortsherren aber nicht anerkennen, sondern huldigten den Töchtern des verstorbenen Friedrich Carl Willibald von Groschlag. Albini erzwang seine Anerkennung allerdings durch die Besetzung des Ortes mit 50 Mainzer Husaren.
Am 1. September 1799 zog er als mainzischer Generalfeldzeugmeister mit den Truppen und dem von ihm organisierten Landsturm gegen die französische Armee unter Charles Pierre François Augereau an den Rhein. Erst am Ende des Jahres kehrte er nach Aschaffenburg, der Hauptstadt des nun auf das rechte Rheinufer reduzierten Kurfürstentums Mainz, zurück.
In den Verhandlungen mit dem französischen Gesandten Antoine de Laforêt über die rechtsrheinische Entschädigung von Karl Theodor von Dalberg für linksrheinische Gebiete konnte Albini für den Reichserzkanzler ein Staatsgebiet sichern, das nicht nur das ehemalige Hochstift Regensburg und die Reichsabteien St. Emmeram, Obermünster und Niedermünster einschloss, sondern auch das Gebiet der ehemaligen Reichsstadt Regensburg. Albini wurde Directorialgesandter am Reichstag, Statthalter von Regensburg und blieb letzteres bis 1810. Auch übernahm er den Vorsitz des Generalverwaltungsrates für das Großherzogtum Frankfurt.
1802 schenkte der hessen-darmstädtische Landgraf Ludwig X. Albini für seine vielfältigen Verdienste die einstige staufische und ehemals kurmainzische Wasserburg Dieburg, die er 1809 fast komplett niederlegen und als Schloss und Familiensitz neu errichten ließ.
Nachdem sein Ministergehalt von 20.000 Gulden auf ein Zehntel verringert worden war, zog er sich zurück. Den Sommer und Herbst 1815 hielt sich Albini in Frankfurt am Main auf. Am 8. Januar 1816 starb er in Dieburg.

## Ehrungen
Nach ihm ist die Albinistraße in Mainz benannt.